# Tire-au-flanc
Tire-au-flanc is een Franse filmkomedie uit 1928 onder regie van Jean Renoir.

## Verhaal
Jean d'Ombelles is een jonge dichter uit de betere kringen. Hij moet op hetzelfde ogenblik als zijn bediende Joseph Turlot zijn legerdienst doen. Joseph is verliefd op de meid Georgette en Jean is verliefd op zijn nicht Solange. Ze worden ook nog in dezelfde kazerne ingedeeld.

## Rolverdeling
| Acteur          | Personage           |
| --------------- | ------------------- |
| Georges Pomiès  | Jean d'Ombelles     |
| Michel Simon    | Joseph Turlot       |
| Félix Oudart    | Kolonel Brochard    |
| Jean Storm      | Luitenant Daumel    |
| Paul Velsa      | Korporaal Bourrache |
| Louis Zellas    | Muflot              |
| Manuel Raaby    | Adjudant            |
| Roland Caillaux | Sergeant            |